# 本江正茂
本江 正茂（もとえ まさしげ、1966年（昭和41年） - ）は、日本の建築学者、サイバーアーキテクト。
東北大学大学院工学研究科都市建築学専攻都市・建築デザイン学講座准教授。

## 概要
- 研究室は、都市建築デザイン学講座の中のITコミュニケーションデザイン学分野。情報技術が拓く都市と建築の新しい使い方について研究している。
- 2009年、日本建築学会賞教育賞を阿部仁史他と共同受賞。教育者として高い評価を得ている。

## 略歴
- 1966年　富山県に生まれる[1]。
- 1989年　東京大学工学部建築学科卒業[1]（槇文彦研究室）。
- 1991年　同大学大学院工学系研究科建築学専攻修士課程修了[2]（香山壽夫研究室）。
- 1993年　同大学大学院工学系研究科建築学専攻博士課程中退[1]。
- 1993～2001年　東京大学大学院工学系研究科建築学専攻助手[1]（大野秀敏研究室）、東京電機大学非常勤講師を歴任。
- 2001～2005年　宮城大学事業構想学部デザイン情報学科専任講師。
- 2005年　東北大学准教授。
- 2010年　東北大学大学院SSD(Sendai School of Design)校長。（PBLスタジオ：コミュニケーション軸、国際軸担当）

## 活動
- 阿部仁史とともにMEGAHOUSEを提案。
- 2009年、試着室とも表現されるインタラクティヴなモデルルーム、MEGAHOUSE Stationを考案。
- 2010年10月よりSSD（せんだいスクール・オブ・デザイン）校長をつとめる。

## システムデザイン作品
- MEGAHOUSE（阿部仁史+本江正茂）
- 東京大学基盤情報学専攻PAO ROOM
- 時空間ポエマー（04 年グッドデザイン賞新領域デザイン部門）
- 見知らぬカゾク
- Context Aware Messaging Service

## 展覧会
- 2009年　「MEGAHOUSE 都市を使い切るために」展（阿部仁史+本江正茂）

## 受賞歴
- 2004年　グッドデザイン賞（新領域デザイン部門）「時空間ポエマー」
- 2009年　日本建築学会賞教育賞 - 阿部仁史、石田壽一、小野田泰明、本江正茂、堀口徹、中田千彦、槻橋修「デザイン教育の先駆的試み－国際建築ワークショップ－」

## 著書
- 「シティオブビット」（共訳　彰国社）、プロジェクト・ブック（彰国社、共著1996）
- 「 バーチャル・アーキテクチャー」（東京大学総合研究博物館、共著1997）
- 「新建築」『Office Urbanism』（新建築社、共著2003）
- 「プロジェクトブック」（彰国社、共著2005）

## その他
- 藤本壮介は東大助手時代の学生である。
- せんだいデザインリーグ、トウキョウ建築コレクション2010の修士論文公開討論会コメンテーター、景観開花、日本建築学会設計競技2010など審査員を歴任。